# العلاقات البريطانية البلغارية
العلاقات البريطانية البلغارية هي العلاقات الثنائية التي تجمع بين المملكة المتحدة وبلغاريا.

## مقارنة بين البلدين
هذه مقارنة عامة ومرجعية للدولتين:
| وجه المقارنة                                              | المملكة المتحدة                 | بلغاريا                                                                             |
| --------------------------------------------------------- | ------------------------------- | ----------------------------------------------------------------------------------- |
| المساحة (كم2)                                             | 242.50 ألف                      | 110.99 ألف                                                                          |
| عدد السكان (نسمة)                                         | 66.02 مليون                     | 7.08 مليون                                                                          |
| الكثافة السكانية (ن./كم²)                                 | 272.25                          | 63.79                                                                               |
| العاصمة                                                   | لندن                            | صوفيا                                                                               |
| اللغة الرسمية                                             | لغة إنجليزية، اللغة الويلزية    | اللغة البلغارية                                                                     |
| العملة                                                    | جنيه إسترليني                   | ليف بلغاري                                                                          |
| الناتج المحلي الإجمالي (بليون دولار)                      | 2.62 تريليون                    | 56.83 مليار                                                                         |
| الناتج المحلي الإجمالي (تعادل القوة الشرائية) بليون دولار | 2.72 تريليون                    | 130.99 مليار                                                                        |
| الناتج المحلي الإجمالي الاسمي للفرد دولار أمريكي          | 43.88 ألف                       | 8.03 ألف                                                                            |
| الناتج المحلي الإجمالي للفرد دولار أمريكي                 | 40.23 ألف                       | 17.21 ألف                                                                           |
| مؤشر التنمية البشرية                                      | 0.907                           | 0.782                                                                               |
| رمز المكالمات الدولي                                      | +44                             | +359                                                                                |
| رمز الإنترنت                                              | .uk، .gb                        | .bg، .бг ‏                                                                           |
| المنطقة الزمنية                                           | توقيت غرينيتش، توقيت غرب أوروبا | ت ع م+02:00، ت ع م+03:00، أوروبا/صوفيا ‏، توقيت شرق أوروبا، توقيت شرق أوروبا الصيفي ‏ |

## مدن متوأمة
في ما يلي قائمة باتفاقيات التوأمة بين مدن بريطانية وبلغارية:
- ترتبط Sherborne [الإنجليزية]‏ مع تريافنا باتفاقية توأمة.
- ترتبط واشنطن [الإنجليزية]‏ مع فارنا باتفاقية توأمة.
- ترتبط ليستر مع هاسكوفو باتفاقية توأمة.
- ترتبط ليفربول مع فارنا باتفاقية توأمة منذ 1999.[19][19]
- ترتبط لندن مع صوفيا باتفاقية توأمة منذ 2015.[20][20][20][20]
- ترتبط كارديف مع برنيك باتفاقية توأمة منذ 1955.

## منظمات دولية مشتركة
يشترك البلدان في عضوية مجموعة من المنظمات الدولية، منها:
| علم المنظمة | اسم المنظمة                               | تاريخ انضمام المملكة المتحدة | تاريخ انضمام بلغاريا |
| ----------- | ----------------------------------------- | ---------------------------- | -------------------- |
|             | الاتحاد الأوروبي                          | 1973                         | 2007                 |
|             | وكالة ضمان الاستثمار متعدد الأطراف        | 12 أبريل 1988                | 23 سبتمبر 1992       |
|             | الأمم المتحدة                             | 24 أكتوبر 1945               | 14 ديسمبر 1955       |
|             | الفريق المعني برصد الأرض                  | ?                            | ?                    |
|             | مركز تنسيق الحركة في أوروبا ‏              | ?                            | ?                    |
|             | منظمة حظر الأسلحة الكيميائية              | ?                            | ?                    |
|             | منظمة التجارة العالمية                    | 1995                         | 1 ديسمبر 1996        |
|             | منظمة الشرطة الجنائية الدولية             | ?                            | ?                    |
|             | منظمة الأمن والتعاون في أوروبا            | 25 يونيو 1973                | 25 يونيو 1973        |
|             | حلف شمال الأطلسي                          | 4 أبريل 1949                 | 29 مارس 2004         |
|             | نظام تحكم تكنولوجيا القذائف               | 1987                         | 2004                 |
|             | يونسكو                                    | 4 نوفمبر 1946                | 17 مايو 1956         |
|             | مجلس أوروبا                               | 5 مايو 1949                  | 7 مايو 1992          |
|             | الاتحاد البريدي العالمي                   | ?                            | ?                    |
|             | البنك الدولي للإنشاء والتعمير             | 27 ديسمبر 1945               | 25 سبتمبر 1990       |
|             | اتفاقية السماوات المفتوحة                 | ?                            | ?                    |
|             | الاتحاد الدولي للاتصالات                  | 24 فبراير 1871               | 18 سبتمبر 1880       |
|             | مؤسسة التمويل الدولية                     | 20 يوليو 1956                | 22 يوليو 1991        |
|             | المنظمة الأوروبية لسلامة الملاحة الجوية   | 1960                         | 1997                 |
|             | المركز الدولي لتسوية المنازعات الاستشارية | 18 يناير 1967                | 13 مايو 2001         |
|             | مجموعة أستراليا                           | 1985                         | 2001                 |
|             | مجموعة الموردين النوويين                  | ?                            | ?                    |

## أعلام
هذه قائمة لبعض الشخصيات التي تربطها علاقات بالبلدين:
- بول ديكوف (1 نوفمبر 1972[32] – )
- جورج وليام ريندل (دبلوماسي بريطاني، 1889[33][34] – 6 مايو 1979[34])
- روجر شورت (دبلوماسي بريطاني، 9 ديسمبر 1944 – 20 نوفمبر 2003)
- غابرييلا تايلور (لاعبة كرة مضرب بريطانية، 7 مارس 1998 – )
- ناتالي سوير (23 أكتوبر 1979 – )

## وصلات خارجية
- موقع وزارة الخارجية البريطانية
- موقع وزارة الخارجية البلغارية